# The Best of Michael Jackson
The Best of Michael Jackson es un álbum recopilatorio del cantante estadounidense Michael Jackson. Fue lanzado el 28 de agosto de 1975 por Motown Records. Contiene canciones que Michael Jackson hizo en solitario entre 1971 y 1975, abarcando así, todas las canciones que compuso Michael para la Motown, menos la canción «Farewell My Summer Love» que saldría en otro recopilatorio con el mismo nombre en 1984.
El disco llegó a vender 2,3 millones de copias en todo el mundo, 1,3 millones de ellas en los Estados Unidos.

## Lista de canciones
Original LP Tracklisting
1. Got to Be There
2. Ain't No Sunshine
3. My Girl
4. Ben
5. The Greatest Show on Earth
6. I Wanna Be Where You Are
7. Happy
8. Rockin' Robin
9. Just a Little Bit of You
10. One Day in Your Life
11. Music and Me
12. In Our Small Way
13. We're Almost There
14. Morning Glow

1989 CD Tracklisting
1. Got to Be There
2. Ben
3. With a Child's Heart
4. Happy
5. One Day in Your Life
6. I Wanna Be Where You Are
7. Rockin' Robin
8. We're Almost There
9. Morning Glow
10. Music and Me

## Gráficos

### Gráficos semanales
| Gráfico (1975)                                            | Posición máxima |
| --------------------------------------------------------- | --------------- |
| Álbumes holandeses (Top 100 de álbumes)                   | 3               |
| Álbumes del Reino Unido (OCC)                             | 11              |
| Billboard 200 de EE.UU.                                   | 156             |
| Los mejores álbumes de R&B/Hip-Hop de EE. UU. (Billboard) | 44              |
| Los mejores álbumes de US Cashbox                         | 93              |

### Gráficos de fin de año
| Gráfico (1981)                          | Posición |
| --------------------------------------- | -------- |
| Álbumes holandeses (Top 100 de álbumes) | 95       |